# Loïc Puyo
Loïc Puyo, né le 19 décembre 1988 à Orléans (Loiret), est un ancien footballeur français au poste de milieu de terrain offensif. S'il a joué essentiellement en France, il termine sa carrière en Australie. 
Il annonce prendre sa retraite de joueur, le 18 décembre 2023.

## Biographie
Né à Orléans, il est le cousin du champion de stand up paddle Titouan Puyo. Loïc Puyo prend sa première licence à Olivet (Loiret). Ne se sentant pas supérieur aux autres, cela ne l'empêche pas de rejoindre l'US Orléans à 10 ans. Ses performances ne passent pas inaperçues, mais à l'inverse de beaucoup de ses coéquipiers partis à l'IFR Châteauroux, lui ne se sent pas prêt et reste dans le Loiret. Même constat quand il est repéré par le SC Bastia en 2004. Puyo reste un an de plus à l'USO et partage des entraînements de l'équipe première dirigée par Bruno Steck.
Il quitte le Loiret à 15 ans, direction l'AJ Auxerre (Yonne). Son pied gauche n'a alors pas échappé aux recruteurs du centre de formation de ce club bourguignon, l'un des plus réputés à l'époque. La première année, avec Gérald Baticle, Loïc Puyo est le seul moins de 17 ans à être intégré en CFA avec à la clé un contrat élite de cinq ans. Avec entre autres Delvin Ndinga, Alain Traoré et Lynel Kitambala, Puyo est finaliste de la Coupe Gambardella 2006-2007. Mais une blessure le prive de la reprise avec les professionnels. Loïc Puyo part à Amiens (Somme) en Ligue 2. Il signe un contrat de deux ans et découvre la vie d'un vestiaire professionnel et la vie de footballeur. Descendu en National, ce milieu gauche retrouve le directeur du centre de formation lors de son passage à Auxerre, Francis De Taddeo, mais décide de quitter le club au bout de deux ans.
En 2013, à 24 ans, il revient à Orléans. Ce n'est pas un objectif car Puyo a la volonté de rester chez les professionnels mais cela est dans un coin de sa tête quand Julien Cordonnier, le directeur sportif de l'USO, puis Olivier Frapolli, le coach, le contactent.
Le 8 juillet 2015, il s'engage avec l'AS Nancy-Lorraine pour une durée de 2 ans, et porte le numéro 19.
Le 14 août 2016, Loïc Puyo dispute son premier match en Ligue 1 contre l'Olympique lyonnais.
Depuis son arrivée au Macarthur FC, Loïc Puyo rédige des articles pour So Foot.

## Statistiques
Ce tableau présente les statistiques de Loïc Puyo en compétition séniors,.
| Saison                | Club                  | Championnat           | Championnat | Championnat | Coupe nationale | Coupe nationale | Coupe de la Ligue | Coupe de la Ligue | Total | Total |
| Saison                | Club                  | Division              | M.          | B.          | M.              | B.              | M.                | B.                | M.    | B.    |
| 2005-2006             | AJ Auxerre B          | CFA                   | 10          | 3           | -               | -               | -                 | -                 | 10    | 3     |
| 2006-2007             | AJ Auxerre B          | CFA                   | 15          | 2           | -               | -               | -                 | -                 | 15    | 2     |
| 2007-2008             | AJ Auxerre B          | CFA                   | 17          | 1           | -               | -               | -                 | -                 | 17    | 1     |
| 2008-2009             | AJ Auxerre B          | CFA                   | 26          | 2           | -               | -               | -                 | -                 | 26    | 2     |
| 2009-2010             | AJ Auxerre B          | CFA                   | 30          | 3           | -               | -               | -                 | -                 | 30    | 3     |
| 2010-2011             | AJ Auxerre B          | CFA                   | 30          | 2           | -               | -               | -                 | -                 | 30    | 2     |
| Sous-total            | Sous-total            | Sous-total            | 128         | 13          | -               | -               | -                 | -                 | 128   | 13    |
| 2011-2012             | Amiens SC             | Ligue 2               | 24          | 1           | 1               | 0               | 2                 | 1                 | 27    | 2     |
| 2012-2013             | Amiens SC             | National              | 31          | 4           | -               | -               | 1                 | 0                 | 32    | 4     |
| 2013-2014             | US Orléans            | National              | 33          | 6           | -               | -               | -                 | -                 | 33    | 6     |
| 2014-2015             | US Orléans            | Ligue 2               | 19          | 4           | -               | -               | 1                 | 0                 | 20    | 4     |
| 2015-2016             | AS Nancy-Lorraine     | Ligue 2               | 28          | 1           | 1               | 0               | -                 | -                 | 29    | 1     |
| 2016-2017             | AS Nancy-Lorraine     | Ligue 1               | 22          | 2           | -               | -               | -                 | -                 | 22    | 2     |
| 2017-2018             | Angers SCO            | Ligue 1               | 0           | 0           | -               | -               | -                 | -                 | 0     | 0     |
| Sous-total            | Sous-total            | Sous-total            | 52          | 10          | -               | -               | 1                 | 0                 | 53    | 10    |
| Total sur la carrière | Total sur la carrière | Total sur la carrière | 224         | 26          | 1               | 0               | 4                 | 1                 | 229   | 27    |

## Palmarès
- Champion de Ligue 2 2015-2016 avec l'AS Nancy-Lorraine
- Champion de National 2013-2014 avec l'US Orléans
- Finaliste de la Coupe Gambardella 2006-2007 avec l'AJ Auxerre B